# پدرلی
پدرلی (به لاتین: Pederly) منطقه‌ای مسکونی در جمهوری آذربایجان است که در شهرستان یولاخ واقع شده است.